# Stefano Olivari
Stefano Olivari (Milano, 4 agosto 1967) è un giornalista, scrittore e editore italiano.

## Biografia
Laureato in Economia e Commercio all'Università Bocconi di Milano, dopo il servizio militare nell'Arma dei Carabinieri e varie collaborazioni con radio e giornali della provincia di Milano, nel 1994 inizia a scrivere su La Voce diretta da Indro Montanelli. Dopo la chiusura della Voce la carriera giornalistica prosegue con la Repubblica, Mediaset, Tuttosport, Radio RAI, l'Agenzia Ansa, Sky Sport.it, il Giornale del Popolo, il Corriere del Ticino, il Guerin Sportivo e il Corriere della Sera.
Nel 2000 diventa direttore editoriale di Calciatori.com, all'epoca sito web dell'Associazione Italiana Calciatori, carica che mantiene fino al 2012, continuando a collaborare con altre testate. Sempre nel 2000 Olivari fonda Indiscreto, sito web di retroscena sportivi e mediatici, diventato presto un punto di riferimento sia per gli addetti ai lavori sia per gli appassionati. Su Indiscreto (www.indiscreto.net) hanno scritto, nel corso degli anni, tanti giornalisti di primo piano ed il successo di pubblico è stato raggiunto grazie anche all'allargamento ad economia e cultura pop. Punto di forza di Indiscreto rimane la sua community di commentatori e polemisti, che ne fa uno dei siti più letti nel mondo dei media. Nel 2009 Indiscreto si trasforma in casa editrice, producendo libri cartacei, ebook e contenuti giornalistici per altre realtà editoriali, riguardanti sport, economia, scommesse, tecnologia e cultura pop.
Difensore dei diritti degli animali e appassionato di scommesse, Olivari è anche autore di dodici libri. Cosa rimarrà di Atene (2004), sui Giochi Olimpici del 2004. Notizie da Cialtronia (2005), collezione di retroscena sui misfatti del calcio e del mondo giornalistico che gravita intorno al pallone. L'altra Milano - Dall'oratorio a Jura, la generazione della pallacanestro (2009), sulla storia della pallacanestro italiana e milanese degli anni Sessanta e Settanta. L'importanza dei paninari (2013), romanzo ambientato nella Milano degli anni Ottanta. Mondiali - Racconti di vittorie e sconfitte (2014), storie di ottanta anni di calcio. Gli anni di Drazen Petrovic (2015), biografia del fuoriclasse jugoslavo e croato. Non è da Inter - L'anno di Gabigol (2017) e Non è da Inter - L'anno di Dalbert (2018), raccolta di racconti satirici ambientati nella periferia Ovest di Milano. A cena con Franco Rossi - Storia e storie di un giornalista sportivo (2018), biografia. L'Italia del '90 - Storia segreta del nostro Mondiale (2021), racconto da dentro lo spogliatoio azzurro dei due mesi che paralizzarono un paese. Italia 1982 - Storia critica del Mondiale più bello (2022), rivisitazione di una grande impresa vissuta in diretta, ma con il senno di quaranta anni dopo. Senza cuore - La Milano del Teppista (2024), romanzo sul mondo ultras e sulle notti milanesi degli anni Dieci.

## Libri pubblicati
- Cosa rimarrà di Atene - Storia un po' italiana di un'Olimpiade che ci ha fatto sognare (2004)
- Notizie da Cialtronia - Cronache vere di un calcio finto (2005)
- L'Altra Milano. Dall'oratorio a Jura, la generazione della pallacanestro, con Giorgio Specchia (2009)
- L'importanza dei paninari - Milano, Anni Ottanta (2013)
- Mondiali - Racconti di vittorie e sconfitte, con Marco Lombardo (2014)
- Gli anni di Dražen Petrović (2015)
- Non è da Inter - L'anno di Gabigol (2017)
- Non è da Inter - L'anno di Dalbert (2018)
- A cena con Franco Rossi - Storia e storie di un giornalista sportivo, con Enzo Palladini (2018)
- L'Italia del '90 - Storia segreta del nostro Mondiale (2021)
- Italia 1982 - Storia critica del Mondiale più bello (2022)
- Senza cuore - La Milano del Teppista (2024)